# Индийский кулан
Индийский кулан (лат. Equus hemionus khur) — подвид кулана.

## Популяция
С 1958—1960 годах, индийский кулан стал жертвой различных инфекционных заболеваний, к 1961 году популяция составляла 870 особей. Популяция индийского кулана начала расти, в 2009 году насчитывалось 4038 особей, в 2015 году численность составляла 4800 особей. По данным МСОП на 2016 год подвид близок к уязвимому положению. 
Однако, подвид близок к тому, чтобы быть отнесенным к уязвимым видам (VU D2) из-за наличия только одной популяции вокруг Малого Качского Ранна. Несмотря на это, размер популяции в 2000 взрослых особей и ареал в 16000 км² не позволяют квалифицировать подвид как относящийся к одной из категорий, которым угрожает опасность.

## Описание
Индийский кулан, как и большинство других азиатских подвидов, довольно сильно отличается от африканских диких видов. Кожа, как правило, песчаная, но варьируется от красновато-серого, желтовато-коричневого, до бледно-каштанового цвета. Животное прямостоячее, темная грива, которая проходит от задней части головы и вдоль шеи. Далее грива следует темно-коричневой полосой, проходящей вдоль спины, к корню хвоста.

## Обитание
Ранее индийский кулан обитал от западной Индии до юго-востока Ирана. На сегодняшний день обитание индийского кулана расположено в районе штата Гуджарат. Индийский кулан предпочитает обитать в солевых пустынях, засушливых лугах и кустарниках. Индийские куланы пасутся на рассвете и в сумерках. Животное питается травами, листьями и плодами растений, сельскохозяйственными культурами. Индийский кулан может развивать скорость до 70 км/ч.
Жеребцы живут либо поодиночке, либо небольшими группами, в то время как семейные стада остаются большими. Спаривание происходит в сезон дождей.

## Угрозы и меры охраны
По оценкам, 30-35% популяции живет за пределами охраняемой территории, а конфликты между людьми и куланами увеличиваются, в частности, из-за набегов на возделываемые поля. В последние годы куланы также все чаще попадают на автостраду. Граница с Пакистаном была ограждена, таким образом, ограничив любые возможности перемещения кулана за пределы страны. Несмотря на то, что за последние годы популяция несколько увеличилась, в последние годы уровень ожеребления снижается. Популяция выросла с момента предыдущей оценки, но угрозы со стороны деятельности человека означают, что данный подвид все еще находится под угрозой.
Модель землепользования изменилась после постройки плотины Сардар-Саровар, которая привела к прокладке канала Нармада вокруг охраняемой территории. Высвобождение избыточных вод канала Сардар-Саровар в Ранн оказывает воздействие на микросреду, низовые луга и ограничивает перемещение куланов и других видов через засоленную пустыню. Рост сельскохозяйственной деятельности превратил залежи в орошаемые поля, что привело к сокращению мест обитания для существующей популяции. 
Дополнительная угроза среде обитания — инвазия Prosopis juliflora.
Охраняется на уровне государства, большая часть проживает внутри охраняемой территории.